# Elke Decker
Elke Decker, nemška atletinja, * 23. februar 1957, Mülheim, Zahodna Nemčija.
Ni nastopila na poletnih olimpijskih igrah. Na evropskih dvoranskih prvenstvih je dosegla uspeh kariere z osvojitvijo naslova prvakinje v teku na 400 m leta 1980.